# Michele Gobbi
Pour les articles homonymes, voir Gobbi.
Michele Gobbi (né le 10 août 1977 à Vicence, en Vénétie) est un coureur cycliste italien.

## Biographie
Parmi les meilleurs espoirs italiens, il remporte le championnat d'Europe en 1999. En 2006, alors qu'il court dans l'équipe Milram d'Alessandro Petacchi, il est victime d'une très grave chute lors de Grand Prix Bruno Beghelli. Évacué en hélicoptère dans le coma et souffrant d'une hémorragie cérébrale, il parvient à s'en sortir mais sa carrière est compromise. Après un an de rééducation, il intègre l'équipe Preti Mangimi mais il se retrouve dans l'impasse quand celle-ci disparait en fin d'année. Il n'a alors pas d'autre choix que de repartir en amateur dans l'équipe FWS Bata Ciclismo où il court encore.

## Palmarès

### Palmarès amateur
- 1998
  - Mémorial Guido Zamperioli
  - Trophée MP Filtri
  - Coppa Collecchio
  - 2e du Giro del Canavese
  - 2e du Trofeo Memorial Pesenti Maddalena
- 1999
  -  Champion d'Europe sur route espoirs
  - Trophée MP Filtri
  - Piccola Tre Valli Varesine
  - 2e du Gran Premio Gelati Sanson
  - 2e du Giro del Piave
  - 3e de la Coppa 1° Maggio

### Palmarès professionnel
- 2002
  - 2e du Grand Prix de l'industrie, du commerce et de l'artisanat de Carnago
- 2003
  - 4e étape du Tour du Trentin
  - Grand Prix de l'industrie, du commerce et de l'artisanat de Carnago
  - Trophée de la ville de Castelfidardo
- 2004
  - Tour du Frioul

## Résultats sur les grands tours

### Tour d'Italie
3 participations
- 2001 : 128e
- 2003 : 74e
- 2004 : 93e